# Karl-Heinz Metzner
Karl-Heinz Metzner (Kassel, 9 de janeiro de 1923 — 25 de outubro de 1994) foi um futebolista alemão-ocidental.  
Jogou na posição de meia e defendeu em sua carreira apenas a equipe do Hessen Kassel.
Pela Seleção da Alemanha Ocidental, integrou o elenco campeão de seu país na Copa do Mundo de 1954, mas não disputou nenhuma partida no evento.